# هم‌بالینی مشروع (روم باستان)
هم‌بالینی مشروع یا همخوابگی قانونی یا کونکوبیناتوس (انگلیسی: Concubinatus) زندگی مشترک بدون ازدواج کامل، در قانون روم عبارت بود از زندگی مشترک دائمی زن و مرد در خارج از ازدواج‌های رسمی. یک «رابطه شبه ازدواج» بین شهروندان رومی در روم باستان بود که به دلایل مختلف نمی‌خواستند ازدواج کامل کنند. شرکای چنین روابطی و فرزندان حاصل از زندگی آنها از حقوق قانونی یکسانی برخوردار نبودند که به افراد متأهل در یک ازدواج متعارف و فرزندان قانونی آنها اعطا می‌شد. این نهاد اغلب در زوج‌های که از نظر اجتماعی برابر نبودند یافت می‌شد، جایی که یکی از دو طرف به طبقه اجتماعی بالاتر تعلق داشت یا یکی از آن دو برده آزاده شده بود و دیگری از نوزادی آزاد متولد شده بود.
هر زن و مرد مجردی می‌توانستند به جای ازدواج دائم به شکل صیغه زندگی کنند اما مجبور بودند این موضوع را به مقامات اطلاع دهند. این نوع زندگی مشترک با ازدواج دائم و قانونی تفاوت چندانی نداشت، جز اینکه وارثان این وصلت کاملاً مشروع تلقی نمی‌شدند. غالباً به همین دلیل بود که مردان با درجه بالای اجتماعی پس از مرگ همسر اول خود با یک زن صیغه ای زندگی می‌کردند. با این روش ادعاهای فرزندان آنها از ازدواج اول توسط فرزندان آنها از ازدواج بعدی به چالش کشیده نمی‌شود. عنوان کونکوبینا در روم باستان تحقیرآمیز تلقی نمی‌شد (آنطور که امروزه ممکن است در نظر گرفته شود) و اغلب بر روی سنگ قبرها حک می‌شد.
علیرغم بیزاری سنتی رومیان از چندهمسری و این واقعیت که طبق قانون روم یک مرد نمی‌توانست در حالی که زن داشته باشد، صیغه نیز داشته باشد، در این مورد گزارش‌های قابل توجهی وجود دارد، از جمله موارد معروف، داشتن صیغه و همسر به‌طور هم‌زمان توسط امپراتوران، آگوستوس، مارکوس آئورلیوس و وسپاسیان است. تاریخ‌نگار قرن دوم میلادی سوئتونیوس، نوشته‌است که امپراتور آگوستوس، اسکریبونیا [همسر دومش] را کنار گذاشت، زیرا او از نفوذ صیغه او (لیویا دروسیلا) زیاد شکایت می‌کرد.

## شرح اجمالی
طبق یک تعریف قدیمی، زن مجردی که با مردی زندگی می‌کرد، در ابتدا «پلکس» نامیده می‌شد. در روم باستان، «پلکس» زنی بود که بدون ازدواج با مردی به عنوان معشوقش زندگی می‌کرد. او را نوعی صیغه می‌دانستند. ژولیوس سزار پلکسی به نام سرویلیا داشت که مادر یکی از دشمنانش به نام بروتوس نیز بود. یکی دیگر از پلکس‌های معروف کلودیا بود که در یک رابطه جنجالی با شاعر کاتولوس درگیر شد. این نمونه‌ها نشان می‌دهد که پلکس زنی بود که با مردی رابطه عاشقانه داشت اما همسر او نبود. در روم باستان، این امر از نظر اجتماعی قابل قبول تلقی نمی‌شد، اما همچنان در میان طبقات بالا رایج بود. پس از آن چنین زنی با نام مناسب تر «کونکوبینا» خوانده شد. این اظهار نظر ظاهراً به لکس یولیا و پاپیا اشاره دارد که همخوابه قانونی شخصیت حقوقی دریافت کرد. این همخوابگی قانونی از زندگی مشترک دائمی مرد مجرد با زن مجرد تشکیل می‌شد؛ بنابراین با زنای محصنه، استوپرم (stuprum: رابطه جنسی بین مرد و زن مجرد غیر از یک زن در حال بردگی یا صیغگی)، و زنای با محارم که جرایم قانونی بودند تفاوت داشت. کونکوبیناتوس زندگی مشترک یک مرد آزاد با یک برده بود، یا زندگی مشترک یک برده مرد و زن که بین آنها ازدواج رومی وجود نداشت. به نظر می‌رسد یک استنباط ضروری است که باید به نحوی اعلام رسمی در مورد قصد طرفین وجود داشته باشد، تا با استوپرم تفاوت داشته باشد. این صیغه نه ازدواج کامل بود و نه فرزندان این ازدواج که گاه به آنها لیبری طبیعی می‌گفتند، در اختیار پدرشان بودند و در نتیجه از شرایط مادر پیروی می‌کردند. در زمان امپراتوران مسیحی، همخوابه قانونی مورد علاقه نبود، اما همچنان وجود داشت، همان‌طور که از قانون ژوستینیان دیده می‌شود.